# Шунь
Шунь (*舜) — міфічний імператор Стародавнього Китаю, останній серед легендарних ідеальних володарів.

## Народження
Згідно з переказами, мати Шуня зачала його, побачивши на небі велику веселку (оскільки веселка асоціювалася з драконом (лун), можна припускати типовий для китайської міфології мотив чудесного зачаття героя від дракона).
Шунь уявлявся у вигляді горбатої людини з чорним кольором шкіри, великим лобом і особливою драконовою міткою посередині чола — характерним знаком більшості древніх володарів, що підкреслює їх зв'язок з тотемом.
Його прізвисько Чун-хуа (Подвійний блиск, Подвійне цвітіння) або Чунмін (Подвійна ясність, Подвійне світло) пов'язано з наявністю у Шуня двох зіниць у кожному оці, що свідчить про існування в давнину уявлення про пташиний вигляд Шуня.

## Діяльність
За переказами, Шунь являв собою зразок синівського благочестя. З часом Шунь пішов з дому і займався землеробством, рибальством, а потім гончарним ремеслом. Чутка про доброчесність Шуня дійшла до імператора Яо, і той намірився поступитися йому своєю владою, але перш вирішив випробувати Шуня, віддавши йому в дружини двох своїх дочок та призначив головою області Юй (приблизно сучасна провінція Шаньсі).
Зведений брат Шуня — Сян 象 задумав згубити Шуня, щоб заволодіти його красунями-дружинами і всім майном, отриманим Шунем від Яо. Батько велів Шуню полагодити дах комори, а сам підпалив будову, але Шунь з двох солом'яних капелюхів змайстрував крила і, подібно до птаха, спустився вниз.
Шуню приписується приборкання чотирьох міфічних лиходіїв (си сюн 四凶) — Хунь-дуня 混沌, Цюн-ці 穷奇, Тао-ву 梼杌 і Тао-тє 饕餮, а також поширення правил шанобливої поведінки. Тільки після успішного завершення всіх цих діянь (на що пішло 30 років) Яо поступився троном Шуню.
Шунь помер, пробувши на престолі 39 років. Рештки Шуня поховали в місцевості Цан'у на горі, що отримала назву Цзюішань (Гора дев'яти сумнівів), де люди часто збивалися з шляху і де водилися двоголові змії вейше. Перед смертю шунь відмовив у спадку своєму синові Шан Цзюню 商均 за нешанобливість, а оголосив своїм спадкоємцем Юя.

## Класичні джерела
- «Шу цзін», гл. «Шунь дянь» 舜典.
- «Бамбукові аннали» (надає нарис що у багатьох аспектах конфліктує із попереднім)